# Selaginella phillipsiana
Selaginella phillipsiana là một loài dương xỉ trong họ Selaginellaceae. Loài này được Hieron. Alston mô tả khoa học đầu tiên năm 1939.